# Gli amici di papà
Gli amici di papà (Full House) è una sit-com americana trasmessa dal 1987 al 1995.
In Italia le prime due stagioni sono andate in onda nel 1989 su Rai 1 con il titolo Padri in prestito. Poi nel 1996 fu ritrasmesso su Italia 1 dalla prima stagione con il titolo Gli amici di papà.

## Trama
Dopo che la moglie Pamela Katsopolis rimane vittima di un incidente stradale causato da un guidatore ubriaco, il presentatore sportivo Danny Tanner recluta il cognato Jesse (un musicista rock) ed il suo migliore amico Joey (che lavora come cabarettista) per aiutarlo a crescere le sue tre giovani figlie Donna Jo, detta DJ, Stephanie e la neonata Michelle. Nel tempo i tre uomini, assieme alle tre bambine legano e si avvicinano gli uni alle altre.
Durante la seconda stagione, Danny viene riassegnato da presentatore sportivo ad anchorman televisivo dello show mattutino dal titolo Wake Up, San Francisco, e viene accoppiato a Rebecca "Becky" Donaldson proveniente dal Nebraska. Jesse e Becky si innamorano per poi sposarsi nella quarta stagione. Nella quinta stagione Becky dà alla luce due gemelli, Nicky ed Alex.

## Personaggi
- Daniel "Danny" Tanner, interpretato da Bob Saget, doppiato da Giorgio Bonino (stagioni 1-4) e da Pierluigi Astore (stagioni 5-8).
Padre vedovo di DJ, Stephanie e Michelle e migliore amico di Joey; è più alto di Jesse e Joey e ha i capelli corti e castani. Ha l'ossessione della pulizia.
- Jesse Katsopolis, interpretato da John Stamos, doppiato da Marcello Cortese (stagioni 1-4) e da Fabrizio Vidale (stagioni 5-8).
È il fratello minore di Pam, quindi cognato di Danny e zio di DJ, Stephanie e Michelle; ha origini greche e i capelli neri (di cui è molto geloso), suona la chitarra e ama le ragazze. Ha una moto e una grandissima passione per la musica. In seguito diventa marito di Rebecca e padre dei gemelli Nicky e Alex.
- Joseph "Joey" Gladstone, interpretato da Dave Coulier, doppiato da Raffaele Fallica (stagioni 1-4) e da Enzo Avolio (stagioni 5-8).
È il migliore amico di Danny; ha i capelli biondi. Gli piacciono i cartoni ed è un aspirante comico.
- Donna Jo "DJ" Margaret Tanner, interpretata da Candace Cameron, doppiata da Veronica Pivetti (stagioni 1-4) e da Cinzia Villari (stagioni 5-8).
È la figlia maggiore di Danny, e anche la più pratica e matura. Ogni tanto discute con le sorelle minori Stephanie e Michelle ma è comunque legata a loro. La sua amica del cuore è Kimmy e avrà una storia con Steve. Come le sue sorelle, ha i capelli biondi.
- Stephanie Judith Tanner, interpretata da Jodie Sweetin, doppiata da Lara Parmiani (stagioni 1-4) e da Paola Majano (stagioni 5-8).
È la seconda figlia di Danny e sorella di DJ e Michelle; come le sorelle, ha i capelli biondi. È la più atletica, vivace e chiacchierona delle tre figlie e adora spiare nel diario della sorella maggiore.
- Michelle Elizabeth Tanner, interpretata da Mary-Kate e Ashley Olsen, doppiata da Joy Saltarelli (stagioni 5-8).
Terza figlia di Danny e sorella di DJ e Stephanie, ha i capelli biondi come le sorelle. È una bimba molto graziosa e precoce ma allo stesso tempo un po' viziata. Essendo la più piccola, riceve più attenzioni dagli adulti e non viene punita per le sue malefatte. Data la giovane età, le gemelline che la interpretavano lavoravano assieme.
- Rebecca "Becky" Donaldson, interpretata da Lori Loughlin, doppiata da Isabella Guida (stagioni 5-8).
Collega di Dan e fidanzata di Jesse, si sposeranno nella quarta stagione e avranno due figli: Nicholas, detto Nicky, e Alex. Zia di DJ, Stephanie e Michelle.
- Kimberly "Kimmy" Louise Gibbler, interpretata da Andrea Barber, doppiata da Donatella Fantini (stagioni 5-8).
È la migliore amica di DJ e vicina di casa; molto eccentrica e a volte impertinente, è anche nota per andare male a scuola e avere i piedi che puzzano. Viene mal sopportata dalla famiglia Tanner, eccetto ovviamente DJ.
- Nicholas "Nicky" e Alexander "Alex" Katsopolis, interpretati da Blake e Dylan Tuomy-Wilhoit.
 Sono i due figli di Jesse e Rebecca; sono due gemelli biondi. Sono furbissimi, nonostante la giovane età.
- Steven "Steve" Hale, interpretato da Scott Weinger.
Fidanzato di DJ per un po' di tempo.
- Jimmy Gibbler: fratello di Kimmy, non compare in nessun episodio ma viene sempre nominato da Kimmy. In una puntata si scopre che ha dei giochi da prestigio. Compare invece nella seconda stagione del remake Le amiche di mamma.
- Cometa: è il cane della famiglia Tanner. È il nome autentico del cane usato nella serie (stagioni 3-8).
- Baba: è la tartaruga di Jesse, comparsa in una sola puntata (episodio 1x04).

## Episodi
| Stagione         | Episodi | Prima TV Originale | Prima TV Italia |
| ---------------- | ------- | ------------------ | --------------- |
| Prima stagione   | 22      | 1987-1988          | 1989            |
| Seconda stagione | 22      | 1988-1989          | 1990            |
| Terza stagione   | 24      | 1989-1990          | 1991            |
| Quarta stagione  | 26      | 1990-1991          | 1992            |
| Quinta stagione  | 26      | 1991-1992          | 1996            |
| Sesta stagione   | 24      | 1992-1993          | 1997            |
| Settima stagione | 24      | 1993-1994          | 1998            |
| Ottava stagione  | 24      | 1994-1995          | 1999            |

## Sequel
Nei primi mesi del 2015 Lori Loughlin e John Stamos, per primi, hanno annunciato su Twitter il progetto di una nuova serie, distribuita da Netflix, intitolata Fuller House (in Italia è stata rinominata Le amiche di mamma), dove DJ si ritrova vedova con figli; verranno in suo aiuto Stephanie e gli altri personaggi della serie. Le gemelle Olsen non hanno però preso parte al progetto, di conseguenza il personaggio di Michelle è assente. Il 16 luglio 2015, nuovamente su Twitter Lori, Candance e Jodie hanno postato una foto della copertina del copione.
La prima stagione della nuova serie, composta da 13 episodi, ha debuttato su Netflix il 26 febbraio 2016. Il 2 marzo 2016 la serie è stata rinnovata per una seconda stagione, anch'essa di 13 episodi, la cui produzione è iniziata il 5 maggio 2016. La seconda stagione è stata pubblicata il 9 dicembre 2016 su Netflix.